# Markus Nentwich
Markus Nentwich (* 28. Dezember 1994) ist ein österreichischer Musiker, Musikpädagoge, Dirigent, Komponist und Arrangeur.

## Leben
Seine ersten musikalischen Erfahrungen machte Nentwich an der Trompete und am Klavier an der Musikschule in Leopoldsdorf, wo er ein Jahr später zur Posaune fand. 2010 begann er an der Universität für Musik und darstellende Kunst Posaune im Vorbereitungslehrgang zu studieren während er das Musikgymnasium Wien besuchte, wo er 2013 maturierte. Nach der Matura folgten 16 Monate bei der Gardemusik Wien.
Seit 2013 ist Markus Nentwich Kapellmeister des Musikvereins Leopoldsdorf. Seit 2020 ist er fixes Mitglied bei Viera Blech.

## Werke
- Eine letzte Runde
- Besuch beim Grossvater
- Kaiser Polka

## Referenzen
1. ↑  https://www.landesmusikakademie-hessen.de/ueber-uns/dozent-innen/dozent/markus-nentwich
2. ↑  https://www.msdw.at/team/ml-markus-nentwich/
3. ↑  https://www.viera-blech.at/Markus-Nentwich_pid,34085,nid,56135,type,newsdetail.html

| Personendaten    | Personendaten                                   |
| ---------------- | ----------------------------------------------- |
| NAME             | Nentwich, Markus                                |
| KURZBESCHREIBUNG | österreichischer Musiker, Komponist und Musiker |
| GEBURTSDATUM     | 28. Dezember 1994                               |